# Osvaldo Fattoruso
Osvaldo Fattoruso (Montevideo, 12 de mayo de 1948 - ibídem, 29 de julio de 2012) fue un influyente músico uruguayo, considerado uno de los mejores bateristas de Latinoamérica, responsable de la introducción del rock en América Latina, y de la fusión entre el jazz, el rock y los ritmos afroamericanos.

## Biografía

### Comienzos artísticos
Osvaldo Fattoruso comenzó a actuar profesionalmente a los 8 años (en 1956), tocando como baterista en el Trío Fattoruso, junto a su padre, Antonio Fattoruso y su hermano Hugo.

### The Hot Blowers
Hacia 1959 se integró con su hermano en la banda de swing y dixieland The Hot Blowers, por la cual pasaron otros músicos como Rubén Rada, Federico García Vigil, Paco Mañosa, Cacho de la Cruz, Morís Pardo, Ringo Thielman, Tomás "Chocho" Paolini, Guillermo Facal, Moisés Rouso, Ramón "Bebé" Alfonso, Enrique "Pelo" de Boni y Daniel "Bachicha" Lencina.
Esta banda logró cierto reconocimiento regional, logrando editar dos álbumes EP, un simple y un 78 rpm y realizando una extensa gira por territorio chileno.

### Los Shakers

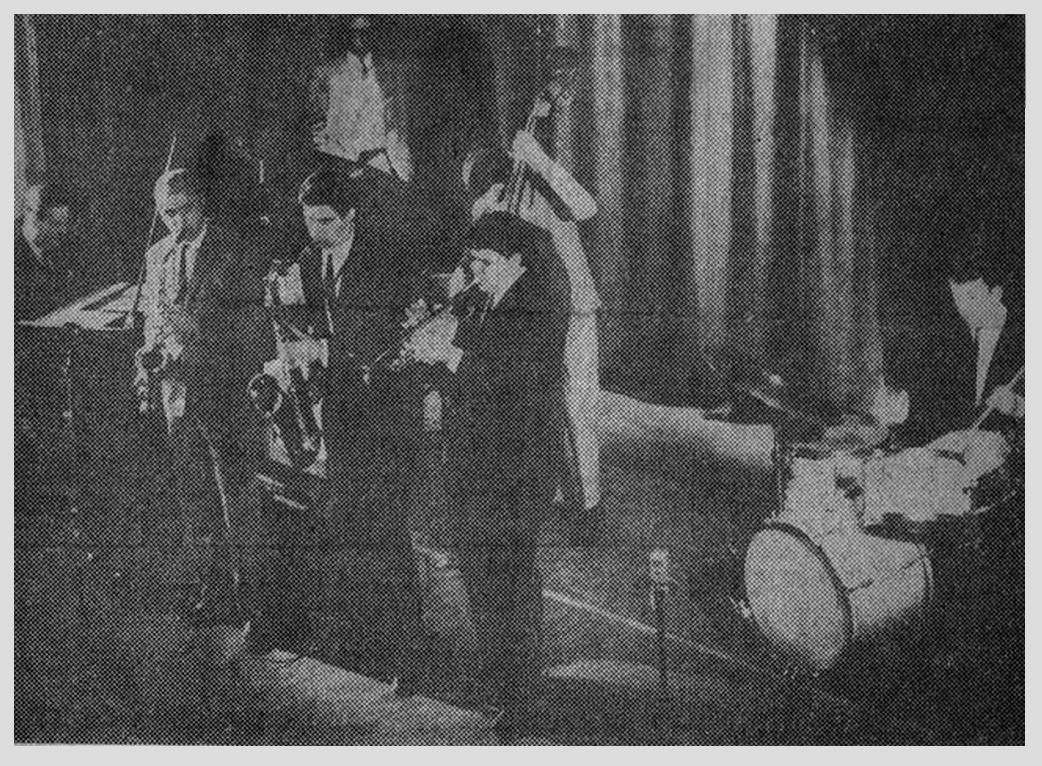
En el Teatro Florida (Buenos Aires), en 1963. Paco Mañosa (piano), H. Pintos, H. Bingert, Bachicha Lencina, Roberto "Pelín" Capobianco, y Osvaldo Fattoruso en batería.

En los años 1960 formó una mítica banda de rock, Los Shakers, que difundió el rock de influencia británica en América Latina, influyendo a su vez, en la aparición del llamado rock nacional (de Uruguay) y el rock nacional (de Argentina), a partir de 1967. La banda estaba integrada por él mismo (en voz y guitarra), su hermano Hugo Fattoruso (voz y guitarra), Roberto "Pelín" Capobianco (bajo eléctrico) y Carlos "Caio" Villa (batería).

### La banda Opa
En 1969, ambos hermanos se radicaron en Estados Unidos, formando el grupo Opa, junto a Ringo Thielmann. El grupo fue uno de los primeros en fusionar el rock, el jazz y ritmos latinoamericanos, en este caso el candombe, así como ritmos cubanos y brasileños. En Opa, Osvaldo Fattoruso volvió a desempeñarse como baterista. En algunos discos participó Rubén Rada.
Luego de vivir varios años en Estados Unidos, volvió a Uruguay en 1981 y se presentó en vivo junto con Opa, en el Cine Teatro Plaza, histórica presentación en su país de una banda que ya era de culto.
Ese mismo año 1981, formó el grupo Barcarola junto con su hermano Hugo, María de Fátima (en ese entonces esposa de Hugo), Pippo Spera, Eduardo Márquez, Susana Bosch. Se presentaron en vivo en el Teatro Stella y en el estadio Luis Franzini. En este último show estuvo como invitado el brasileño Geraldo Azevedo, autor de algunos temas del repertorio de Barcarola.
En 1982 se radicó en Buenos Aires, tocando con músicos como Miguel Abuelo, Litto Nebbia, Luis Alberto Spinetta, Alejandro Lerner, León Gieco y Fito Páez, entre otros, y formando parte de la banda de Rubén Rada, grabando en todos sus álbumes desde En familia (1982) hasta Pa'los uruguayos (1989).

### Junto a Mariana Íngold
Hacia 1991 edita El disco kid, el cual marcó el inicio de una prolífica actividad en conjunto con su pareja, la artista uruguaya Mariana Íngold, con la cual en años siguientes editó una decena de álbumes.

### Trío Fattoruso
En 2000, los hermanos Hugo y Osvaldo recrearon su inicial Trío Fattoruso, ahora con Francisco Fattoruso (hijo de Hugo) como bajista.
En 2008, Osvaldo volvió a Japón para realizar una gira con el Trío Fattoruso (ocho recitales en seis ciudades: Komatsu, Sendai, Tokio, Kioto, Nagoya y Yokohama).

## Muerte
Luego de padecer cáncer durante varios años, falleció en Montevideo en la madrugada del 29 de julio de 2012. Sus restos están sepultados en el Cementerio del Norte de Montevideo.

## Trayectoria
- 1952-1958: Trío Fattoruso
- 1961-1963: The Hot Blowers
- 1964-1969: Los Shakers
- 1969-2005: Opa
- 2000-2012: Trío Fattoruso
- 2009-2012: Trío Fatto-Maza-Fatto (junto a Hugo Fattoruso y Daniel Maza)
- 2009-2012: Cuarteto Oriental (junto a Hugo Fattoruso, Daniel Maza y Leonardo Amuedo).

## Discografía

### Con Hot Blowers
- Hot Blowers y Chicago Stompers en vivo (Sondor 8258-2. 2004)

### Con Los Shakers
Ver: Discografía de Los Shakers

### ConHugoy Osvaldo
- La Bossa Nova de Hugo y Osvaldo (EMI Odeón URL 20585. 1969)

### Con Opa
Ver: Discografía de Opa

### Con Mariana Íngold
- El disco kid (Ayuí / Tacuabé ae90cd. 1991).
- Haace calor (Orfeo CDO 009-2. 1992)
- La penúltima musicasión (1991)
- Tá (junto a Leonardo Amuedo. Ayuí / Tacuabé a/e108k. 1992)
- Candombe en el tiempo (Ayuí / Tacuabé ae135cd. 1994)
- ¿Será imposible? (Ayuí / Tacuabé a/e142k. 1995)
- Arrancandonga (Ayuí / Tacuabé ae165cd. 1996)
- Tá (vol. II) (junto a Leonardo Amuedo. Melopea, Argentina. 2007).

### Con Trío Fattoruso
- Trío Fattoruso (2001)
- En vivo en Medio y Medio (2005)
- Brainstorming (2020) (Grabado en 2002)

### Con La Tribu (Andrés Bedó, Roberto de Bellis, Osvaldo Fattoruso)
- Borderlaininjazz (2009)

### Con Jorge Armani Trío
- Aire (2012)

### Colectivos
- La Barraca en vivo (Orfeo. 91050-4. 1990)
- Teatro de Verano en vivo (Orfeo. 1989) Con Hugo Fattoruso, Ruben Rada, Eduardo Mateo, Roberto Galetti, Horacio Buscaglia, Juan Gadea y Urbano Moraes.
- La carpeta azul (1994)

### Colaboraciones
- Buen día, día de Miguel Abuelo (1984)